# Usedomer Musikfestival

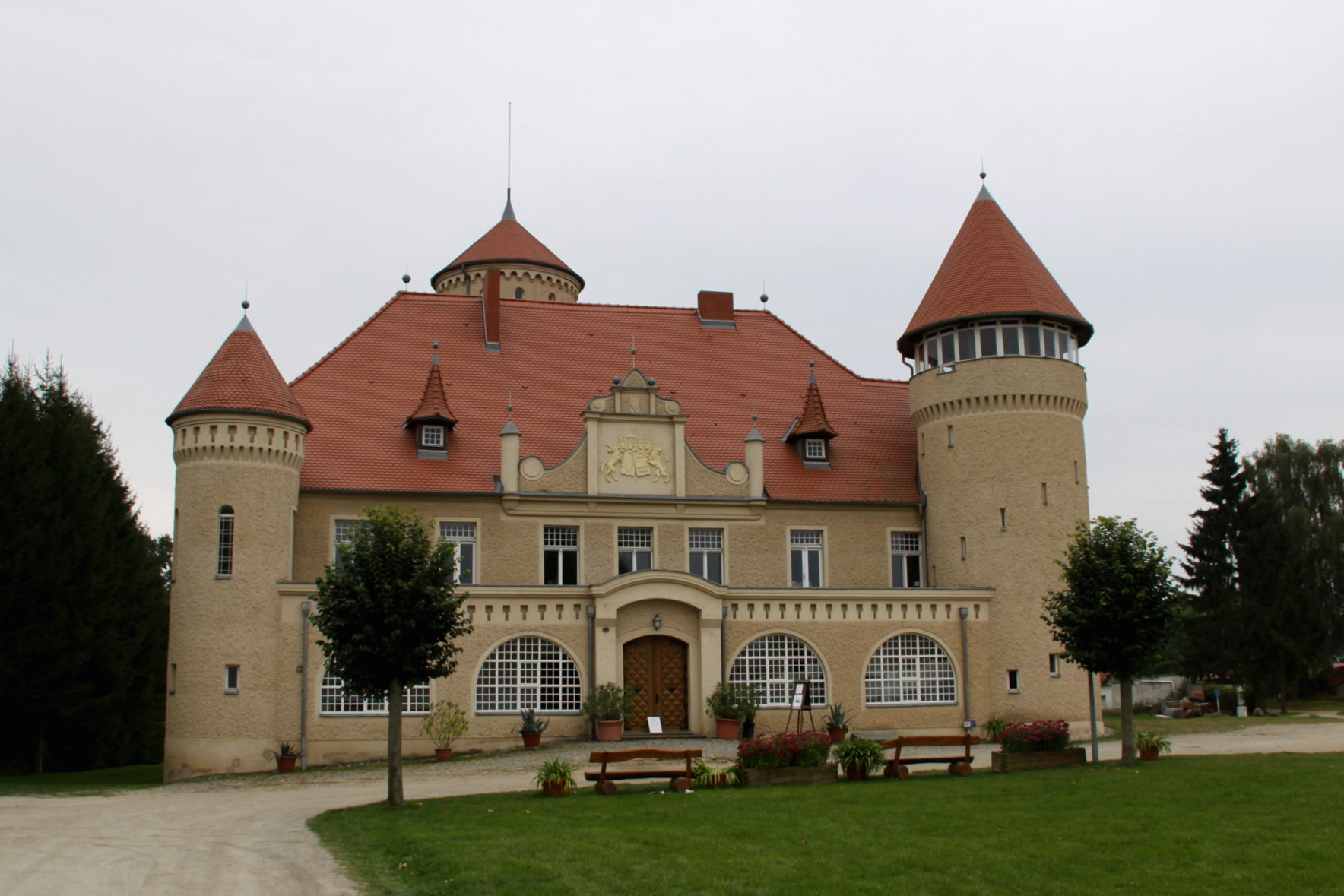
Schloss Stolpe, eine Spielstätte des Usedomer Musikfestivals

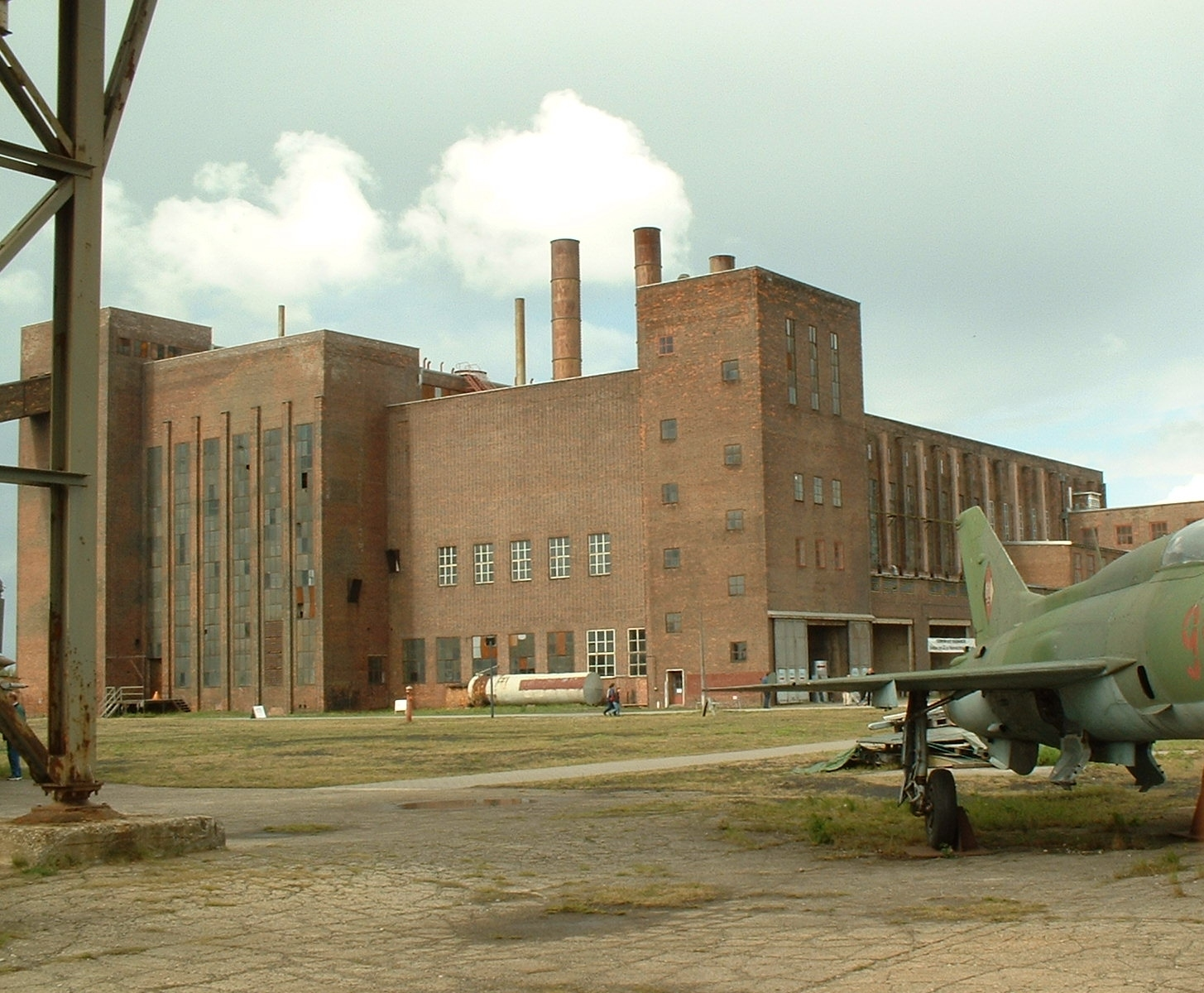
Kraftwerk Peenemünde, eine weitere Spielstätte

Das Usedomer Musikfestival ist ein Musikfestival mit dem Schwerpunkt Klassische Musik, das seit 1994 jährlich in mehreren Spielorten auf der Insel Usedom und in der Stadt Wolgast stattfindet.

## Geschichte und Organisation
Veranstalter des Musikfestivals ist der Förderverein Usedomer Musikfreunde mit Sitz in Heringsdorf. Neben dem Land Mecklenburg-Vorpommern, dem Landkreis Ostvorpommern, den Gemeinden der Insel sowie den Städten Usedom und Wolgast wird das Festival überwiegend durch regional ansässige Sponsoren gefördert. Das Usedomer Musikfestival findet im Herbst statt. Die Anziehungskraft der musikalischen Veranstaltungen in der Nachsaison auf in- und ausländische Gäste ist inzwischen ein wichtiger Faktor für die traditionelle Tourismuswirtschaft auf der Insel.
Das Usedomer Musikfestival basiert auf einer Idee des Usedomer Hoteliers Werner Molik. Im Rahmen seiner Überlegungen,
Opernfestspiele auf der Insel zu veranstalten (um den Tourismus in der Nebensaison anzukurbeln), holte er den Opernsänger Reymond Urbanski im Jahre 1993 nach Usedom. Im folgenden Jahr holten beide Thomas Hummel (Kulturmanager und nicht zu verwechseln mit dem Komponisten und Musikinformatiker Thomas Hummel) für das Festival nach Usedom. Molik prägte während seiner Jahre als Vorsitzender des Fördervereins bis 2006 die Entwicklung des Festivals.
Die erste Veranstaltungsreihe fand im Sommer 1994 mit Kurt Masur als Schirmherrn statt. Masur stellte Kontakt zur Stiftung Young Concert Artists her, deren Preisträger seit 1995 Gastauftritte auf Usedom absolvieren. Auch der musikalische Nachwuchs aus der Region erhält durch die Zusammenarbeit mit den Musikschulen in Wolgast und Świnoujście eine Plattform.
2002 wurde das Usedomer Musikfestival international bekannt, als Mstislav Rostropovich das „War Requiem“ von Benjamin Britten in der ehemaligen Turbinenhalle des Kraftwerks Peenemünde, das zur Heeresversuchsanstalt gehörte, dirigierte. Weitere international bekannte Künstler und Orchester, die im Rahmen des Festivals auftraten, waren unter anderen Krzysztof Penderecki, Kristjan Järvi, Paavo Järvi, Neeme Järvi, Gidon Kremer und die Kremerata Baltica, das Borodin-Quartett, das Esbjörn Svensson Trio (e.s.t), Anja Silja, David Geringas, Andrej Hoteev, Christian Lindberg, Bo Skovhus, Peter Jablonski, Jan Garbarek, Wojciech Waleczek, das Nordische Kammerorchester, das NDR Elbphilharmonie Orchester und das Symphonieorchester des Dänischen Rundfunks.
Jährlich werden Themenschwerpunkte zu bestimmten Ländern des Ostseeraumes gesetzt. So waren bisher Lettland, Estland, Litauen, Russland, Polen, Finnland (2005), Schweden (2006), Norwegen (2007), Dänemark (2008), das historische Preußen (2009), Lettland (2010), Litauen (2011), Russland (2012), Polen (2014) und Finnland (2015) musikalische Stationen. Zu den Themen werden jeweils ergänzende Ausstellungen und Vorträge angeboten.
Das Festival ist Mitgliedsorganisation der European Festivals Association.

## Spielorte und Spielstätten
- Ahlbeck: Kirche
- Bansin: Hotel zur Post
- Benz: Kirche, Kunstkabinett
- Heringsdorf: Kirche im Walde, Kursaal, Seebrücke, Hotel Esplanade, Maxim-Gorki-Gymnasium
- Karlshagen: Heinrich-Heine-Schule
- Koserow: Kirche, Otto Niemeyer-Holstein Gedenkstätte Lüttenort
- Krummin: Kirche
- Liepe: Kirche
- Mellenthin: Kirche
- Peenemünde: Turbinenhalle im Kraftwerk
- Stolpe: Schloss Stolpe
- Swinemünde: Michał Kozal Kirche, Kulturhaus, Musikschule
- Ückeritz: Ostseehalle
- Usedom: St.-Marien-Kirche
- Wolgast: St.-Petri-Kirche, Kreismusikschule
- Zinnowitz: Kirche
- Zirchow